# Ramouzens
 Ramouzens  là một xã thuộc tỉnh Gers trong vùng Occitanie tây nam nước Pháp. Xã này có độ cao từ 132-215 mét trên mực nước biển.
Dân số năm 1999 là 175 người.